# Lindkirchen
Lindkirchen ist ein Gemeindeteil der Stadt Mainburg im niederbayerischen Landkreis Kelheim. Bis zum 31. Dezember 1977 bildete es eine selbstständige Gemeinde. 2019 gab es in der Gemarkung Lindkirchen 1270 Einwohner.

## Lage
Das Pfarrdorf Lindkirchen liegt in der Hallertau an der Abens etwa drei Kilometer nördlich von Mainburg.

## Geschichte
Der Ortsname leitet sich wohl ab von einer Kirche bei einer Linde. Lintchirchen wird erstmals 1116 in der Urkunde KU 3 des Klosters Benediktbeuern schriftlich erwähnt. Damals trat der Adelige Ulrich von Elsendorf in das Kloster ein und vermachte diesem seine zahlreichen Güter, darunter auch einige in Lindkirchen. Allerdings verließ er 1125 Benediktbeuern  und trat in das Kloster Admont in der Steiermark ein, dem er jetzt auch seinen ganzen ehemaligen Besitz überlassen wollte. Hierüber kam es zu einem jahrzehntelangen Streit zwischen den beiden Klöstern, den 1146 der Erzbischof von Salzburg zugunsten von Kloster Admont entschied. Benediktbeuern verzichtete allerdings erst im Jahre 1161 endgültig auf die Güter Ulrichs gegenüber Admont. Das Kloster Admont errichtete in Elsendorf eine Propstei, zu der die Güter aus Lindkirchen für eine lange Zeit gehörten.
Eine Kirche in Lintkirchen wird 1177 in einer Urkunde Kaiser Friedrichs I. zusammen mit einem Hof als Besitz des Klosters Biburg erwähnt. Die Benediktiner von Biburg übten bis 1485 das Patronatsrecht über dieses Gotteshaus aus. In den 1150er und 1160er Jahren erscheint Lindkirchen in den Traditionen (Schenkungsbücher) der Klöster Biburg, Rohr und Weihenstephan als Gerichtsort des Wittelsbacher Pfalzgrafen Friedrich. Die Wittelsbacher besaßen zu dieser Zeit in der Hallertau eine Grafschaft. Lindkirchen war ihre Thingstätte für die mittlere Hallertau. Friedrich, ein Bruder Graf Ottos, des späteren ersten Herzogs von Bayern aus dem Hause Wittelsbach, war der für dieses Gebiet zuständige Gerichtsherr.
Auch nach der Errichtung des wittelsbachischen Pfleg- und Landgerichts Mainburg fanden noch Gerichtsverhandlungen an der Schranne in Lindkirchen statt. Eine Gerichtsordnung aus der Zeit um 1450 beschreibt das Zusammenwirken der Richter aus Mainburg und Ratzenhofen an der Landschranne in Lindkirchen. Der Ort kannte keinen einheitlichen Grundherren, er war sogenannter Streubesitz. Aus dem Jahre 1817 liegt ein erster Straßen- und Häuserplan des Dorfes vor. Seither hat sich das Ortsbild von Lindkirchen wenig verändert. Auffallend ist der Wirtshof, der einen Komplex aus vier Einzelhöfen unter drei verschiedenen Grundherren darstellt.
1818 wurde aus dem Steuerdistrikt Lindkirchen die Gemeinde Lindkirchen im Landgerichtsbezirk Abensberg gebildet. Sie gehörte später zum Bezirksamt Mainburg und Landkreis Mainburg. Am 12. Januar 1945 kam Unterwangenbach von der Gemeinde Ratzenhofen zur Gemeinde Lindkirchen. Im Zuge der Gebietsreform in Bayern gelangte am 1. Januar 1972 die Gemeinde Meilenhofen dazu, doch am 1. Januar 1978 wurde die Gemeinde Lindkirchen in die Stadt Mainburg eingemeindet.

## Sehenswürdigkeiten
- Pfarrkirche Mariä Lichtmess. Als der Vorgängerbau am 20. April 1748 vom einfallenden Turm zertrümmert worden war, wurde sie 1752 bis 1756 im Stil des Barock erbaut, der Turm nach 1778. Der Hochaltar ist aus dem Jahr 1800, die Seitenaltäre von 1822 enthalten Gemälde des 17. Jahrhunderts. Mehrere Gegenstände, darunter ein Kruzifix um 1530 bis 1530 sind Säkularisationsgut aus München. Die Fresken Himmelfahrt Mariä, Darstellung im Tempel, Marienszenen und Mariensymbole sind gemalt von dem Kirchenmaler Josef Wittmann in 1908.
- Dorflinde. Die jetzige Linde vor dem Wirtshaus in Lindkirchen soll im Jahre 1695 gepflanzt worden sein. Sie steht zusammen mit dem Wirtshaus und Gotteshaus auf dem Kirchberg als Ensemble unter Denkmalschutz.

## Vereine
- Freiwillige Feuerwehr Lindkirchen
- Katholischer Frauenbund Lindkirchen
- Krieger- und Soldatenverein Lindkirchen
- Schützenverein „Fröhlichkeit Lindkirchen“ e.V. Er wurde 1908 gegründet.